# Ansonia hanitschi
Ansonia hanitschi é uma espécie de anfíbio da família Bufonidae.

## Distribuição
Essa espécie é endêmica do norte da ilha de Bornéu, em altitudes que variam entre 750 e 1600 m, nas seguintes regiões:
- Kalimantan, Indonésia
- na Malásia pode ser encontrada no Parque Kinabalu e Parque Nacional Gunung Mulu
- pode estar presente também em Brunei